# Albelda
Albelda – gmina w Hiszpanii, w prowincji Huesca, w Aragonii, o powierzchni 51,92 km². W 2011 roku gmina liczyła 810 mieszkańców.